# Ржевский, Иван Матвеевич
Иван Матвеевич Ржевский (после 1734—1793) — генерал-майор, брат генералов же Степана, Павла и Владимира. Отличился во время русско-турецкой войны 1768—1774 гг.
Из семьи Ржевских, по матери — внук адмирала Наума Сенявина. Родился после 1734 года, в военную службу вступил в 1758 году и принял участие в Семилетней войне.
Будучи майором Ширванского пехотного полка в царствование императрицы Екатерины II участвовал во 1-й русско-турецкой войне и 12 мая 1771 годы был награждён орденом св. Георгия 4-й степени (№ 97 по списку Судравского и № 118 по списку Григоровича — Степанова)
За отличную храбрость, оказанную во время поиска на Исакчу 16 апреля 771 года.
11 июня генерал-майор И. М. Ржевский разбил у Негоешти двигавшийся к Бухаресту турецкий отряд (4 тысяч человек). 
В начале 1793 г. был произведён в генерал-майоры и вышел в отставку. 25 апреля того же года скончался.